# Haruka Fujii
Haruka Fujii (jap. 藤井 はるか, Fujii Haruka; * in der Präfektur Saitama) ist eine japanische Perkussionistin und Marimbaspielerin.

## Leben und Wirken
Die Tochter der Marimbaspielerin Mutsuko Fujii begann im Alter von drei Jahren eine Klavierausbildung, wechselte aber unter dem Eindruck ihrer Mutter zur Marimba. Sie studierte an der Tōkyō Geijutsu Daigaku, der Juilliard School of Music und am Mannes College of Music.
Fijii ist Mitglied der New Yorker Ensemble für zeitgenössische Musik Flexible Music und Line C3 Percussion Group sowie von Yo-Yo Mas Silk Road Ensemble. Sie trat u. a. mit den Münchner Philharmonikern, dem Netherlands Chamber Orchestra, dem Sydney Symphony Orchestra, dem Orchestre National de Lyon, der Hong Kong Sinfonietta und dem NHK Symphony Orchestra auf. 
Regelmäßig arbeitet Fujii mit dem Komponisten Tan Dun zusammen, dessen Water Percussion Concerto und Paper Percussion Concerto sie weltweit spielte. Auf Grund ihres Interesses für zeitgenössische Musik spielte sie Uraufführungen von Werken moderner Komponisten wie Franghiz Ali-Zadeh, Akira Miyoshi und Maki Ishii. Aufnahmen dieser Uraufführungen erschienen bei den Labels Kosei, ALM Records und Deutsche Grammophon.

## Diskographie
- Paper Concerto von Tan Dun, Royal Stockholm Philharmonic Orchestra unter Leitung des Komponisten
- Tea Opera von Tan Dun
- Ko Ku: Contempolary Japanese and Chinese music for recorder and percussion mit Gudula Rosa
- Hiten-Seido: Marimba works by Maki Ishii
- Marimba works by Akira Miyoshi
- Kan-Kyo Sanukite
- From Space of the old times, Works by Masanori Fujita